# Antje Traue
Antje Traue (ur. 18 stycznia 1981 w Mittweidzie) – niemiecka aktorka.

## Życiorys
Traue urodziła się w Mittweidzie w Okręgu Karl-Marx-Stadt w dawnym NRD (obecnie część Saksonii). Wychowywała się w rodzinie rosyjskojęzycznej. Jej matka była tancerką oraz muzykiem.
W roku 2008 została wybrana do głównej roli żeńskiej w filmie Pandorum. W roku 2013 zagrała Faorę w filmie Człowiek ze stali.

## Filmografia

### Aktorka
| Rok  | Tytuł                     | Rola                  | Uwagi                      |
| ---- | ------------------------- | --------------------- | -------------------------- |
| 2000 | Verlorene Kinder          |                       | Film telewizyjny           |
| 2003 | Die Nacht davor           | Franziska Teenstätten | Film krótkometrażowy       |
| 2004 | Kleinruppin Forever       | Ramona                |                            |
| 2005 | 202a                      | Jessica               | Film krótkometrażowy       |
| 2006 | Goldjunge                 | Manuela               | Film krótkometrażowy       |
| 2007 | Ego                       | Isabell               | Film krótkometrażowy       |
| 2008 | Blau.Pause                | Dziennikarka          | Film krótkometrażowy       |
| 2008 | Berlin am Meer            | Estelle               |                            |
| 2009 | Cień bólu                 | Anja                  | Niewymieniona w czołówce   |
| 2009 | Pandorum                  | Nadia                 |                            |
| 2011 | 5 dni wojny               | Zoe                   |                            |
| 2012 | Testament Nobla           | Kitten                |                            |
| 2013 | Człowiek ze stali         | Faora-Ul              |                            |
| 2013 | Aenne Comedia             |                       | Film krótkometrażowy; głos |
| 2014 | Outlier                   | Gretchen              | Film krótkometrażowy       |
| 2014 | Siódmy syn                | Bony Lizzie           |                            |
| 2015 | Złota dama                | Adele Bloch-Bauer     |                            |
| 2015 | Der Fall Barschel         | Giselle Neumayer      | Film telewizyjny           |
| 2015 | Berlin Eins               | Irma Berger           | Film telewizyjny           |
| 2016 | Despite the Falling Snow  | Marina                |                            |
| 2016 | Umysł przestępcy          | Elsa Mueller          |                            |
| 2016 | Kundschafter des Friedens | Paula Kern            |                            |
| 2016 | Vier gegen die Bank       | Elisabeth Zollner     |                            |
| 2017 | Bye Bye Germany           | Sara Simon            |                            |
| 2018 | Życiowy gracz             | Vera                  |                            |
| 2023 | Flash                     | Faora-UI              |                            |

| Rok     | Tytuł              | Rola               | Uwagi                      |
| ------- | ------------------ | ------------------ | -------------------------- |
| 2007    | SOKO Köln          | Diana Wrobel       | Odcinek: „Später Ruhm”     |
| 2009    | Der Staatsanwalt   | Sandra Thewes      | Odcinek: „Schwesternliebe" |
| 2015    | Weinberg           | Hannah Zepter      | Miniserial                 |
| 2016    | Close to the Enemy | Mentz              | Miniserial; 2 odcinki      |
| 2016    | Stacja Berlin      | Lana Vogel / Joker | 2 odcinki                  |
| 2016    | Tempel             | Eva                | 6 odc.                     |
| 2017-20 | Dark               | Agnes Nielsen      | 6 odc.                     |